# Serghei Tarnovschi
Serghei Tarnovschi (in ucraino Сергей Олегович Тарновский?, Serhej Olehovyč Tarnovskyj; Leopoli, 24 giugno 1997) è un canoista moldavo.
Aveva vinto la medaglia di bronzo nel C1 1000m a Rio de Janeiro 2016 ma la medaglia gli è stata poi revocata per aver fallito un test antidoping.
Il 7 agosto 2021 vince la medaglia di bronzo nella stessa specialità ai Giochi olimpici di Tokyo.

## Palmarès
- Giochi olimpici

Tokyo 2020: bronzo nel C1 1000m.
Parigi 2024: bronzo nel C1 1000m
- Mondiali

Milano 2015: bronzo nel C1 1000m.
- Europei

Mosca 2016: argento nel C1 1000m.
- Giochi olimpici giovanili

Nanchino 2014: oro nella canoa sprint C1.